# No Escape (Coldrain)
No Escape è un singolo del gruppo musicale giapponese Coldrain, pubblicato il 2 maggio 2012 su iTunes.
Il brano è stato utilizzato nel trailer del videogioco Resident Evil: Operation Raccoon City e successivamente pubblicato come singolo in promozione del secondo EP della band, Through Clarity.

## Video musicale
Il video ufficiale del brano, pubblicato il 4 giugno 2012, è stato diretto da Maxilla e vede alternarsi scene dei membri dei Coldrain mentre registrano il brano in studio con il produttore David Bendeth ad altre dove visitano gli Stati Uniti, dove si sono trasferiti per la registrazione di Through Clarity.

## Tracce
1. No Escape (Biohazard: Operation Raccoon City Trailer Version) – 1:45